# Museo di letteratura Petőfi
Il Museo di Letteratura Petőfi, situato a Budapest, è uno dei maggiori musei nazionali d'Ungheria, il cui compito è quello di raccogliere, conservare e presentare manufatti relativi alla storia della letteratura ungherese. Oltre ad accogliere lo spazio espositivo museale, l’istitututo è anche un centro di ricerca e gestisce una propria casa editrice. Il museo è stato fondato nel 1954, raccogliendo la collezione di quella che dal 1909 era la Casa Petőfi (Casa Jókai). Dal 1957 la sua sede è Palazzo Károlyi, nel centro cittadino.

## Sede
Nel 1832 il palazzo fu ricostruito secondo i progetti di Anton Pius Riegl e József Hofrichter. Durante l'epoca della riforma qui aveva sede il famoso salone letterario di László Bártfay. Il palazzo fu un punto nevralgico della vita culturale di Budapest, famoso per i prestigiosi ricevimenti, in alcuni dei quali si esibì il celebre pianista Franz Liszt.  L'8 gennaio del 1849 venne qui arrestato Lajos Batthyány, il Primo Ministro del primo governo ungherese. Negli ultimi decenni del XIX secolo il palazzo tornò ad essere uno dei luoghi d'incontro del mondo aristocratico di Pest, come dimostra il fatto che Francesco Giuseppe presenziò ad uno dei suoi balli.  
Nell'ottobre del 1918 qui venne fondato il Consiglio Nazionale Ungherese. L'ultimo proprietario dell'immobile fu Mihály Károlyi, alla cui famiglia il palazzo deve l'attuale intitolazione. A seguito del suo esilio, il bene fu confiscato dallo Stato nel 1919 e dal 1929 passò sotto la gestione della Capitale. Dal 1930 ebbe qui sede per 20 anni la Galleria di Budapest. Durante la seconda guerra mondiale l'edificio non subì gravi danni, ma i suoi arredi interni e i suoi tesori d'arte furono in gran parte messi all'asta. Rimane sconosciuto il destino della sua importante raccolta bibliotecaria, anch’essa dispersa. L’archivio della famiglia Károlyi confluì, invece, negli archivi nazionali ungheresi. 

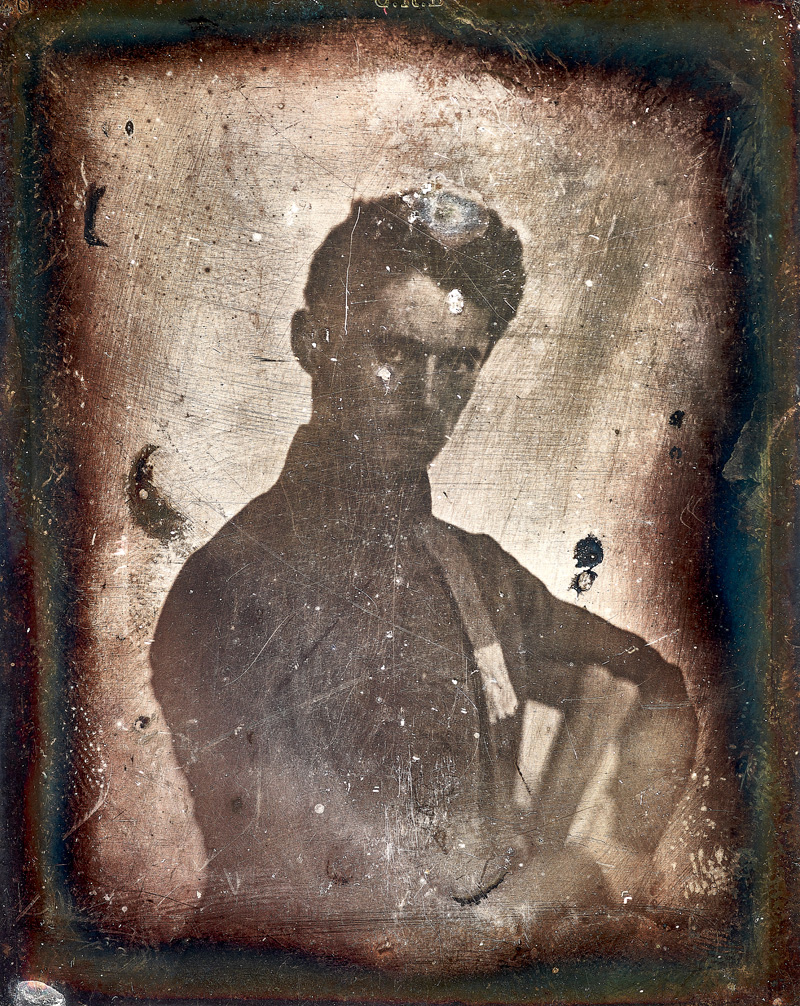
Dagherrotipo ritraente Sándor Petőfi (1845). Si tratta dell'unico ritratto fotografico pervenutoci del poeta. La fragilità dell'opera, conservata presso il Museo di Letteratura Petőfi, non consente la sua esposizione per periodi prolungati.

## Storia
Nel 1954 il Museo della Letteratura Ungherese ereditò la collezione della Casa Petőfi-Jókai, fondata nel 1909, segnando così l'inizio dell'attuale istituzione. In un primo momento questa usò come sede espositiva gli ambienti del Museo Nazionale Ungherese, ma già nel 1955 si dotò di un proprio edificio, l'ex palazzo Muráthy-Teleki, dove fino all'estate del 1956 si tennero, però, solo poche mostre.  
Fu solo nella primavera del 1957 che il Museo ottenne la sua definitiva collocazione nel Palazzo Károlyi. Al momento del cambio di regime, le condizioni dell'edificio del palazzo peggiorarono notevolmente, richiedendo urgenti lavori di ristrutturazione. Per questo motivo gli spazi espositivi rimasero chiusi per alcuni anni mentre le altre attività museali, come le pubblicazioni editoriali e i lavori di ricerca, continuavano ad essere svolte regolarmente. Tra il 1996 e il 2000 il palazzo ha subito una ulteriore importante ristrutturazione, preceduta da ricerche storico-artistiche e architettoniche oltre che da saggi archeologici nell’area circostante. Numerosi sono stato i lavori di arredo e progettazione spaziale, volti a riconferire al palazzo l’aspetto che doveva avere in passato. 
In occasione delle celebrazioni per il 2023, anno commemorativo di Sándor Petőfi, poeta e eroe nazionale a cui il Museo è intitolato, è iniziata nel 2022 una nuova riorganizzazione delle sale interne. L’inaugurazione dei nuovi ambienti è avvenuta nel gennaio 2023, contestualmente a quella della nuova mostra permanente dedicata a Petőfi (Essere un poeta o non essere). Oltre a questa, nel Museo è possibile visitare mostre temporanee incentrate su autori e opere letterarie ungheresi appartenenti a diverse epoche storiche.